# باغ فخرويية (بزنجان)
باغ فخروییة (بالفارسية: باغ فخروییه) هي قرية تقع في إيران في قسم بزنجان الريفي. يقدر عدد سكانها بـ 390 نسمة بحسب إحصاء 2016.